# Nicole Hirschmann
Nicole Hirschmann ist eine deutsche Journalistin, Hörfunk- und Fernsehmoderatorin.

## Leben
Hirschmann wuchs in Sachsen-Anhalt auf und war im Jugendalter als Leichtathletin aktiv. Sie legte ihr Abitur in Dessau-Roßlau ab. Nach einem Auslandsjahr in den Vereinigten Staaten absolvierte sie ein Volontariat in Halle (Saale) und arbeitete als Moderatorin bei Radio Brocken. Zeitgleich studierte sie Psychologie an der Martin-Luther-Universität Halle-Wittenberg. Ab 2007 war Hirschmann für Mitteldeutschen Rundfunk tätig, wo sie als Nachrichtensprecherin, Moderatorin und Redakteurin bei den Radiosendern MDR Jump und MDR 1 Radio Sachsen-Anhalt bzw. MDR Sachsen-Anhalt arbeitete. Nachdem sie zwischenzeitlich zum Rundfunk Berlin-Brandenburg gewechselt war, kehrte sie 2014 zum Mitteldeutschen Rundfunk zurück. Seitdem ist sie für MDR aktuell als Moderatorin der Kompaktausgaben und Sprecherin aktiv.